# Jérémie
Jérémie er hovedstaden i den haitianske provins Grand'Anse. Byens har ca. 31.000 indbyggere (pr. 2003). Byen er næsten isoleret fra resten af landet. Grande-Ansefloden løber i nærheden af byen.
I 1964 blev 27 mennesker massakreret i byen af den haitianske hær og Tonton Macoutes, der var præsidentens private milits.
Byen kaldes også digternes by på grund af de talløse forfattere, digtere og historikere, der er født dér, f.eks. Etzer Vilaire og Emile Roumer. Forfatteren Alexandre Dumass far, general Thomas-Alexandre Dumas blev født her i byen. Det samme er ærkebiskop Joseph Serge Miot, der blev dræbt under jordskælvet i Haiti 2010.